# Erica eugenea
Erica eugenea är en ljungväxtart som beskrevs av Dulfer. Erica eugenea ingår i släktet klockljungssläktet, och familjen ljungväxter. Inga underarter finns listade i Catalogue of Life.